# Jarle Flo
Jarle Flo (Stryn, 23 april 1970) is een voormalig Noors voetballer die doorgaans als centrale verdediger speelde. Hij kwam uit voor Stryn en voor Sogndall Hij is een broer van Jostein Flo en Tore André Flo die ook professionele voetballers zijn.